# Премия имени С. И. Дежнёва
Премия имени Семёна Ивановича Дежнёва — российская премия, присуждаемая Учёным советом Русского географического общества (первоначально Географического общества СССР) за лучшие труды и исследования по географии Северо-Восточной Азии.
Учреждена постановлением Совета Министров СССР от 10 августа 1948 года, в ознаменование 300-летия открытия С. И. Дежнёвым пролива между Азией и Америкой. первая премия была присуждена в 1950 году Д. М. Колосову за работу «Проблема древнего оледенения Северо-Востока СССР».

## Лауреаты
- 1950 — Д. М. Колосов
- 1954 — Богомолов Лев Александрович
- 1954 — Захаров Георгий Васильевич
- 1954 — Ильичев Николай Петрович
- 1954 — Канатьева Августа Николаевна
- 1954 — Левин Борис Львович
- 1954 — Матвеевская Ирина Николаевна
- 1958 — Белов Михаил Иванович
- 1960 — Я. Я. Гаккель
- 1965 — Пинхенсон Дмитрий Моисеевич за работу «Проблема Северного морского пути в эпоху капитализма»
- 1966 — Ефимов Алексей Владимирович
- 1970 — Окладников Алексей Павлович
- 1972 — А. А. Гирс за работу «Многолетние колебания общей циркуляции атмосферы и долгосрочные гидрометеорологические прогнозы».
- 1976 — Виноградов Владимир Николаевич за труд «Современное оледенение районов активного вулканизма»
- 1979 — Абашев Дмитрий Николаевич[источник не указан 1380 дней]
- 1979 — Коржуев Сергей Сергеевич
- 1982 — Бянкин Валентин Петрович
- 1992 — Полевой Борис Петрович
- 1994 — Таксами Чунер Михайлович
- 1997 — С. П. Крашенинников[источник не указан 1380 дней]